# Icelandair
Icelandair es la aerolínea bandera de Islandia, con base en su capital, Reikiavik. Pertenece a Icelandair Group y opera servicios a 25 ciudades de 12 países en ambas orillas del Atlántico. Su sede principal es el Aeropuerto Internacional de Keflavík. También tiene centros de operaciones en los de Reikiavik y Akureyri.

## Historia
Icelandair nace en 1937 con la fundación de Flugfélag Akureyrar en Akureyri, ciudad de la costa norte de Islandia, en la región de Norðurland Eystra. Sus operaciones comienzan en 1938 con un hidroavión Waco YKS-7. En 1940, se traslada a Reikiavik y cambia su nombre por el de Flugfélag Íslands. 
Por otra parte, tres pilotos habían fundado en 1944 una pequeña compañía llamada Loftleiðir. En un principio tanto Loftleiðir como Flugfélag Íslands se concentraron en los vuelos de cabotaje dentro de Islandia.
En 1945 Flugfélag Íslands (Iceland Airways Ltd.) realiza sus primeros vuelos internacionales a Escocia y Dinamarca. Los vuelos internacionales programados comenzaron en 1946 con algunos B-24 Liberator convertidos alquilados a Scottish Airways. Loftleiðir comenzó sus operaciones internacionales en 1947 y fue pionera en los servicios de bajo coste en el Atlántico Norte al establecerlos en 1953. 
En esos momentos la IATA determinó y unificó las tarifas que las aerolíneas deberían aplicar en sus vuelos entre Europa y Norteamérica; como Loftleiðir no era socio de IATA estableció sus propias tarifas, mucho más bajas que las de la competencia, y se convirtió en una de las compañías más populares para volar entre Europa y Norteamérica.

Flugfélag Íslands y Loftleiðir se fusionaron en 1973 adoptando el nombre de Flugleiðir en islandés y el de Icelandair en inglés. Gran parte del tráfico aéreo entre Europa y Estados Unidos sobrevuela Islandia, convirtiendo a la isla en un punto importante para quienes realizan estos viajes que constituyen, por mucho, el tráfico de pasajeros de la compañía.  

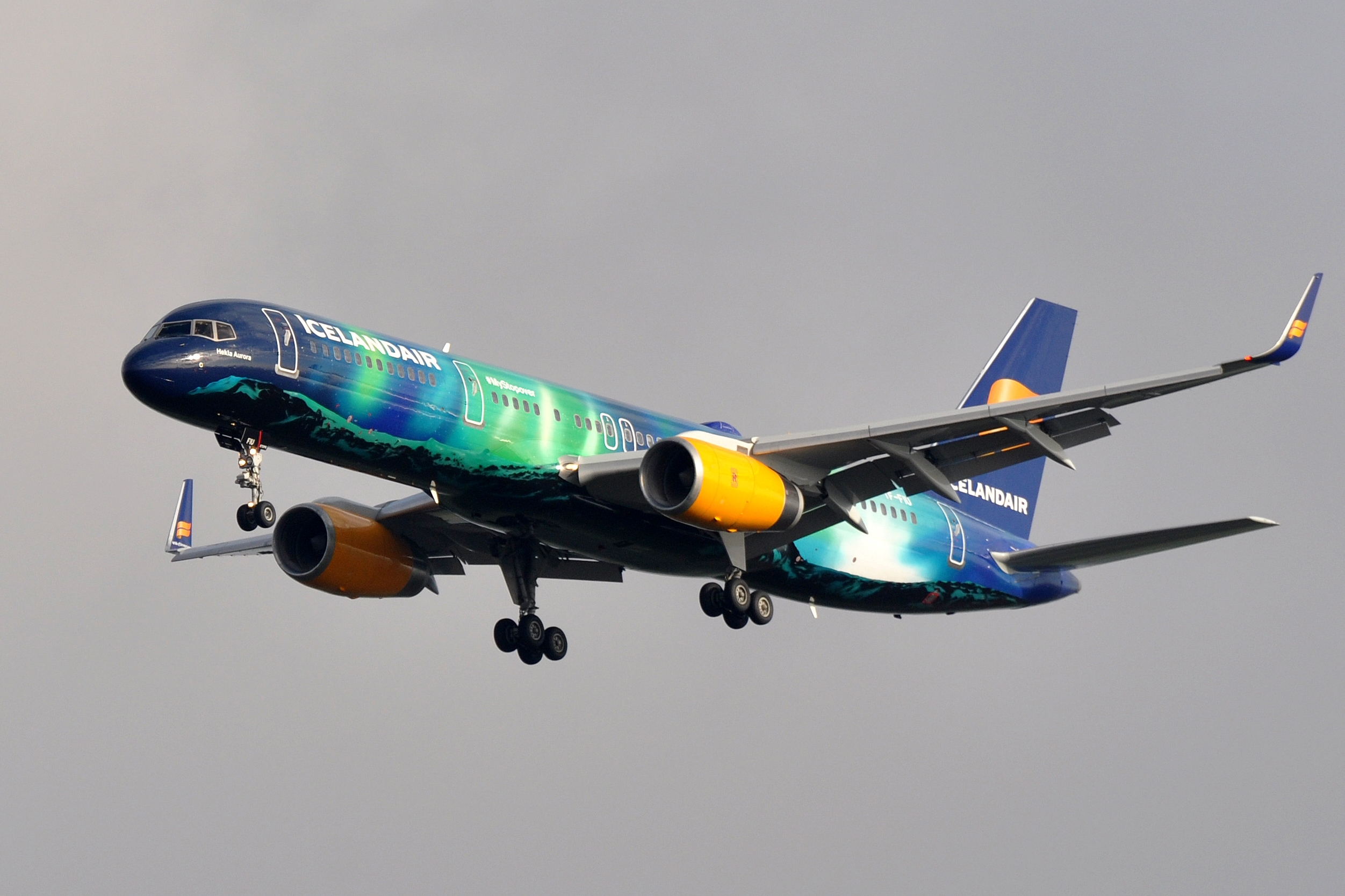
Boeing 757-200 de Icelandair despegando.

El plan de escalas de Icelandair data de cuando Loftleidir comenzó en 1963 con sus vuelos transatlánticos sin costes extra. En aquel momento Loftleidir era la única aerolínea en aplicar la sexta libertad del aire. 
Tras la fusión, Icelandair se convirtió en propietaria de las dos aerolíneas, pero no asumió todas sus operaciones hasta octubre de 1979. En 1997 creó una subsidiaria, Air Iceland, para operar vuelos de cabotaje y algunos de corto alcance. En enero de 2002, Flugleiðir-Icelandair Group se convirtió en un gran grupo con 11 subsidiarias de las cuales Icelandair es la mayor. 
En marzo de 2005 el grupo cambió su nombre a FL Group y en octubre de ese mismo año se lleva a cabo un proceso de reestructuración que divide el grupo en dos partes, Icelandair Group que pasó a controlar las diferentes aerolíneas y FL Travel Group que pasó a encargarse de los negocios vacacionales. A fecha de marzo de 2007 Icelandair contaba con 2.565 empleados.

## Destinos
Los destinos regulares atendidos o atendidos anteriormente por Icelandair y su filial, Icelandair Cargo, a noviembre de 2022:
| Países            | Destinos           | Aeropuertos                                       | Notas             |
| América del Norte | América del Norte  | América del Norte                                 | América del Norte |
| ----------------- | ------------------ | ------------------------------------------------- | ----------------- |
| Canadá            | Halifax            | Aeropuerto Internacional de Halifax-Stanfield     | Estacional        |
| Canadá            | Toronto            | Aeropuerto Internacional Toronto-Pearson          |                   |
| Canadá            | Vancouver          | Aeropuerto Internacional de Vancouver             |                   |
| Estados Unidos    | Baltimore          | Aeropuerto Internacional de Baltimore-Washington  |                   |
| Estados Unidos    | Boston             | Aeropuerto Internacional Logan                    |                   |
| Estados Unidos    | Chicago            | Aeropuerto Internacional O'Hare                   |                   |
| Estados Unidos    | Denver             | Aeropuerto Internacional de Denver                |                   |
| Estados Unidos    | Detroit            | Aeropuerto Internacional de Detroit               | Estacional        |
| Estados Unidos    | Los Ángeles        | Aeropuerto Internacional de Los Ángeles           | Sólo carga        |
| Estados Unidos    | Mineápolis         | Aeropuerto Internacional de Mineápolis-Saint Paul | Estacional        |
| Estados Unidos    | Nueva York         | Aeropuerto Internacional John F. Kennedy          |                   |
| Estados Unidos    | Newark             | Aeropuerto Internacional Libertad de Newark       |                   |
| Estados Unidos    | Orlando            | Aeropuerto Internacional de Orlando               |                   |
| Estados Unidos    | Pittsburgh         | Aeropuerto Internacional de Pittsburgh            | Estacional        |
| Estados Unidos    | Portland           | Aeropuerto Internacional de Portland              | Estacional        |
| Estados Unidos    | Raleigh            | Aeropuerto Internacional de Raleigh-Durham        |                   |
| Estados Unidos    | Seattle            | Aeropuerto Internacional de Seattle-Tacoma        |                   |
| Estados Unidos    | Washington D. C.   | Aeropuerto Internacional de Washington-Dulles     |                   |
| Groenlandia       | Ilulissat          | Aeropuerto de Ilulissat                           | Estacional        |
| Groenlandia       | Kulusuk            | Aeropuerto de Kulusuk                             |                   |
| Groenlandia       | Narsarsuaq         | Aeropuerto de Narsarsuaq                          | Estacional        |
| Groenlandia       | Nuuk               | Aeropuerto de Nuuk                                |                   |
| Europa            |                    |                                                   |                   |
| Alemania          | Berlín             | Aeropuerto de Berlín-Brandeburgo Willy Brandt     |                   |
| Alemania          | Fráncfort del Meno | Aeropuerto de Fráncfort del Meno                  |                   |
| Alemania          | Hamburgo           | Aeropuerto de Hamburgo                            | Estacional        |
| Alemania          | Múnich             | Aeropuerto de Múnich-Franz Josef Strauss          |                   |
| Austria           | Salzburgo          | Aeropuerto de Salzburgo                           | Estacional        |
| Bélgica           | Bruselas           | Aeropuerto de Bruselas                            |                   |
| Bélgica           | Lieja              | Aeropuerto de Lieja                               | Sólo carga        |
| Dinamarca         | Billund            | Aeropuerto de Billund                             | Estacional        |
| Dinamarca         | Copenhague         | Aeropuerto de Copenhague-Kastrup                  |                   |
| España            | Alicante           | Aeropuerto de Alicante-Elche Miguel Hernández     | Estacional        |
| España            | Barcelona          | Aeropuerto Josep Tarradellas Barcelona-El Prat    |                   |
| España            | Gran Canaria       | Aeropuerto de Gran Canaria                        | Estacional        |
| España            | Madrid             | Aeropuerto Adolfo Suárez Madrid-Barajas           | Estacional        |
| España            | Tenerife           | Aeropuerto de Tenerife Sur Reina Sofía            |                   |
| Finlandia         | Helsinki           | Aeropuerto de Helsinki-Vantaa                     |                   |
| Francia           | Niza               | Aeropuerto Internacional de Niza-Costa Azul       | Estacional        |
| Francia           | París              | Aeropuerto de París-Charles de Gaulle             |                   |
| Irlanda           | Dublín             | Aeropuerto de Dublín                              |                   |
| Islandia          | Akureyri           | Aeropuerto de Akureyri                            |                   |
| Islandia          | Egilsstaðir        | Aeropuerto de Egilsstaðir                         |                   |
| Islandia          | Ísafjörður         | Aeropuerto de Ísafjörður                          |                   |
| Islandia          | Reikiavik          | Aeropuerto Internacional de Keflavík              | HUB               |
| Islandia          | Reikiavik          | Aeropuerto de Reikiavik                           | HUB               |
| Italia            | Milán              | Aeropuerto de Milán-Malpensa                      | Estacional        |
| Italia            | Roma               | Aeropuerto de Roma-Fiumicino                      |                   |
| Italia            | Verona             | Aeropuerto de Verona-Villafranca                  | Estacional        |
| Países Bajos      | Ámsterdam          | Aeropuerto de Ámsterdam-Schiphol                  |                   |
| Noruega           | Bergen             | Aeropuerto de Bergen-Fresland                     | Estacional        |
| Noruega           | Oslo               | Aeropuerto de Oslo-Gardermoen                     |                   |
| Portugal          | Lisboa             | Aeropuerto de Lisboa                              |                   |
| República Checa   | Praga              | Aeropuerto de Praga                               |                   |
| Suecia            | Estocolmo          | Aeropuerto de Estocolmo-Arlanda                   |                   |
| Suiza             | Ginebra            | Aeropuerto Internacional de Ginebra               | Estacional        |
| Suiza             | Zúrich             | Aeropuerto Internacional de Zúrich                |                   |
| Reino Unido       | Glasgow            | Aeropuerto Internacional de Glasgow               |                   |
| Reino Unido       | Londres            | Aeropuerto de Londres-Gatwick                     |                   |
| Reino Unido       | Londres            | Aeropuerto de Londres-Heathrow                    |                   |
| Reino Unido       | Mánchester         | Aeropuerto de Mánchester                          |                   |
| Oriente Próximo   |                    |                                                   |                   |
| Israel            | Tel Aviv           | Aeropuerto Internacional Ben Gurión               | Estacional        |

## Flota

### Flota actual
La flota de Icelandair incluye los siguientes aviones:
| Aeronaves                      | En servicio | Pedidos | Pasajeros                                            | Pasajeros                                            | Pasajeros                                            | Matrículas                                           | Antigüedad                                           | Notas |
| Aeronaves                      | En servicio | Pedidos | C                                                    | Y                                                    | Total                                                | Matrículas                                           | Antigüedad                                           | Notas |
| ------------------------------ | ----------- | ------- | ---------------------------------------------------- | ---------------------------------------------------- | ---------------------------------------------------- | ---------------------------------------------------- | ---------------------------------------------------- | --- |
| Airbus A321LR                  | 1           | 4       | 22                                                   | 165                                                  | 187                                                  |                                                      |                                                      | Entregas a partir de 2024                                                                                |
| Airbus A321XLR                 | —           | 13      |                                                      |                                                      |                                                      |                                                      |                                                      | Pedidos con opciones a 12 aviones más. Las entregas comenzarán en 2029 para reemplazar a los Boeing 757. |
| De Havilland Canada Dash 8-200 | 3           | —       | —                                                    | 37                                                   | 37                                                   | TF-FXK                                               | 28,3 años                                            | Operados para Air Iceland                                                                                |
| De Havilland Canada Dash 8-200 | 3           | —       | —                                                    | 37                                                   | 37                                                   | TF-FXG                                               | 28,2 años                                            | Operados para Air Iceland                                                                                |
| De Havilland Canada Dash 8-200 | 3           | —       | —                                                    | 37                                                   | 37                                                   | TF-FXH                                               | 27,7 años                                            | Operados para Air Iceland                                                                                |
| De Havilland Canada Dash 8-400 | 3           | —       | —                                                    | 76                                                   | 76                                                   | TF-FXA                                               | 24,4 años                                            | Operados para Air Iceland                                                                                |
| De Havilland Canada Dash 8-400 | 3           | —       | —                                                    | 72                                                   | 72                                                   | TF-FXI                                               | 23,7 años                                            | Operados para Air Iceland                                                                                |
| De Havilland Canada Dash 8-400 | 3           | —       | —                                                    | 78                                                   | 78                                                   | TF-FXE                                               | 12,2 años                                            | Operados para Air Iceland                                                                                |
| Boeing 737 MAX 8               | 17          | —       | 16                                                   | 144                                                  | 160                                                  | TF-ICE                                               | 6,7 años                                             | |
| Boeing 737 MAX 8               | 17          | —       | 16                                                   | 144                                                  | 160                                                  | TF-ICU                                               | 6,6 años                                             | |
| Boeing 737 MAX 8               | 17          | —       | 16                                                   | 144                                                  | 160                                                  | TF-ICY                                               | 6,6 años                                             | |
| Boeing 737 MAX 8               | 17          | —       | 16                                                   | 144                                                  | 160                                                  | TF-ICH                                               | 6,5 años                                             | |
| Boeing 737 MAX 8               | 17          | —       | 16                                                   | 144                                                  | 160                                                  | TF-ICI                                               | 6,3 años                                             | |
| Boeing 737 MAX 8               | 17          | —       | 16                                                   | 144                                                  | 160                                                  | TF-ICJ                                               | 6,2 años                                             | |
| Boeing 737 MAX 8               | 17          | —       | 16                                                   | 144                                                  | 160                                                  | TF-ICG                                               | 6,1 años                                             | |
| Boeing 737 MAX 8               | 17          | —       | 16                                                   | 144                                                  | 160                                                  | TF-ICF                                               | 6,1 años                                             | |
| Boeing 737 MAX 8               | 17          | —       | 16                                                   | 144                                                  | 160                                                  | TF-ICN                                               | 5,7 años                                             | |
| Boeing 737 MAX 8               | 17          | —       | 16                                                   | 144                                                  | 160                                                  | TF-ICO                                               | 5,7 años                                             | |
| Boeing 737 MAX 8               | 17          | —       | 16                                                   | 144                                                  | 160                                                  | TF-ICP                                               | 5,6 años                                             | |
| Boeing 737 MAX 8               | 17          | —       | 16                                                   | 144                                                  | 160                                                  | TF-ICL                                               | 5,5 años                                             | |
| Boeing 737 MAX 8               | 17          | —       | 16                                                   | 144                                                  | 160                                                  | TF-ICM                                               | 5,3 años                                             | |
| Boeing 737 MAX 8               | 17          | —       | 16                                                   | 144                                                  | 160                                                  | TF-ICR                                               | 2,9 años                                             | |
| Boeing 737 MAX 8               | 17          | —       | 16                                                   | 144                                                  | 160                                                  | TF-ICS                                               | 2,7 años                                             | |
| Boeing 737 MAX 8               | 17          | —       | 16                                                   | 144                                                  | 160                                                  | TF-ICT                                               | 0,6 años                                             | |
| Boeing 737 MAX 8               | 17          | —       | 16                                                   | 144                                                  | 160                                                  | TF-ICV                                               | 0,6 años                                             | |
| Boeing 737 MAX 9               | 4           | —       | 16                                                   | 162                                                  | 178                                                  | TF-ICA                                               | 5,7 años                                             | |
| Boeing 737 MAX 9               | 4           | —       | 16                                                   | 162                                                  | 178                                                  | TF-ICB                                               | 5,6 años                                             | |
| Boeing 737 MAX 9               | 4           | —       | 16                                                   | 162                                                  | 178                                                  | TF-ICC                                               | 5,5 años                                             | |
| Boeing 737 MAX 9               | 4           | —       | 16                                                   | 162                                                  | 178                                                  | TF-ICD                                               | 3,2 años                                             | |
| Boeing 757-200                 | 11          | —       | 22                                                   | 161                                                  | 183                                                  | TF-FIR                                               | 30,7 años                                            | Serán retirados en 2026.                                                                                 |
| Boeing 757-200                 | 11          | —       | 22                                                   | 161                                                  | 183                                                  | TF-FIU                                               | 30,5 años                                            | Serán retirados en 2026.                                                                                 |
| Boeing 757-200                 | 11          | —       | 22                                                   | 161                                                  | 183                                                  | TF-FIN                                               | 26,9 años                                            | Serán retirados en 2026.                                                                                 |
| Boeing 757-200                 | 11          | —       | 22                                                   | 161                                                  | 183                                                  | TF-FIO                                               | 25,6 años                                            | Serán retirados en 2026.                                                                                 |
| Boeing 757-200                 | 11          | —       | 20                                                   | 164                                                  | 184                                                  | TF-ISR                                               | 25,5 años                                            | Serán retirados en 2026.                                                                                 |
| Boeing 757-200                 | 11          | —       | 20                                                   | 164                                                  | 184                                                  | TF-FIK                                               | 24,9 años                                            | Serán retirados en 2026.                                                                                 |
| Boeing 757-200                 | 11          | —       | 22                                                   | 161                                                  | 183                                                  | TF-FIP                                               | 24,6 años                                            | Serán retirados en 2026.                                                                                 |
| Boeing 757-200                 | 11          | —       | 80                                                   | —                                                    | 80                                                   | TF-LLL                                               | 24,5 años                                            | Serán retirados en 2026.                                                                                 |
| Boeing 757-200                 | 11          | —       | 22                                                   | 161                                                  | 183                                                  | TF-FIC                                               | 24,3 años                                            | Serán retirados en 2026.                                                                                 |
| Boeing 757-200                 | 11          | —       | 22                                                   | 161                                                  | 183                                                  | TF-FIA                                               | 24,2 años                                            | Serán retirados en 2026.                                                                                 |
| Boeing 757-200                 | 11          | —       | 22                                                   | 161                                                  | 183                                                  | TF-FIV                                               | 23,6 años                                            | Serán retirados en 2026.                                                                                 |
| Boeing 767-319ER               | 3           | —       | 25                                                   | 237                                                  | 262                                                  | TF-ISW                                               | 27 años                                              | |
| Boeing 767-319ER               | 3           | —       | 25                                                   | 237                                                  | 262                                                  | TF-ISO                                               | 24,7 años                                            | |
| Boeing 767-319ER               | 3           | —       | 25                                                   | 237                                                  | 262                                                  | TF-ISN                                               | 24,1 años                                            | |
| Boeing 757-200F                | 2           | —       | Cargo                                                | Cargo                                                | Cargo                                                | TF-ISP                                               | 27,4 años                                            | |
| Boeing 757-200F                | 2           | —       | Cargo                                                | Cargo                                                | Cargo                                                | TF-ISH                                               | 25,7 años                                            | |
| Total                          | 45          | 17      | Edad media de la flota (octubre de 2024): 15,8 años. | Edad media de la flota (octubre de 2024): 15,8 años. | Edad media de la flota (octubre de 2024): 15,8 años. | Edad media de la flota (octubre de 2024): 15,8 años. | Edad media de la flota (octubre de 2024): 15,8 años. | Edad media de la flota (octubre de 2024): 15,8 años.                                                     |

### Flota histórica
Los primeros reactores que Icelandair utilizó en sus rutas internacionales fueron por una parte Douglas DC-8 adquiridos por Loftleiðir Icelandic y por otro Boeing 727 comprados por Flugfélag Íslands. 
Tras la fusión la nueva compañía mantuvo toda esa flota para sus vuelos internacionales, siendo en los años 90 cuando empezó a sustituirla por los actuales Boeing 757 así como por Boeing 737 actualmente desfasados. 
Flugfélag Íslands comenzó sus servicios internacionales desde Islandia operando un gran hidroavión Consolidated PBY Catalina.
| Aeronaves               | Total | Introducido | Retirado | Matrículas |
| ----------------------- | ----- | ----------- | -------- | --- |
| Airbus A319             | 1     | 2019        | 2019     | LY-KEA |
| Airbus A320-200         | 1     | 2015        | 2015     | OY-RUP |
| Airbus A321-200         | 1     | 2023        | 2023     | LZ-MDL |
| Beechcraft Modelo 18    | 1     | 1942        | 1945     | TF-ISL |
| Boeing 727-100          | 3     | 1967        | 1989     | TF-FIE (rrg. TF-FLH), TF-FLJ y TF-FIA (rrg. TF-FLG) |
| Boeing 727-200          | 2     | 1980        | 1990     | TF-FLK y TF-FLI |
| Boeing 737-300          | 2     | 1997        | 2004     | OO-ILK y TF-FIE |
| Boeing 737-400          | 5     | 1989        | 2002     | TF-FIA, TF-FIB, TF-FIE, TF-FIC y TF-FID |
| Boeing 737-800          | 4     | 2006        | 2023     | LY-CIN, TF-KEX, B-5182 y B-KXE |
| Boeing 747-100          | 1     | 1982        | 1982     | N356AS |
| Boeing 757-300          | 2     | 2002        | 2024     | TF-FIX y TF-ISX |
| Douglas DC-3/C-47       | 3     | 1951        | 1973     | TF-ISB, TF-FIS y TF-ISH |
| Douglas DC-4            | 3     | 1948        | 1967     | TF-ISE, TF-FID y TF-AKB |
| Douglas DC-6            | 2     | 1964        | 1975     | TF-FIP y TF-ISC |
| Douglas DC-8            | 21    | 1977        | 1991     | N916R (rrg. TF-FLB), N20UA, HS-TGX, HS-TGZ, TF-FLB, N907CL, C-GMXQ, TF-FLU, TF-BBD, OY-KTF, TF-FLE, TF-FLC, TF-FLF, TF-FLT, OY-KTG, LN-MOF, N917R, TF-FLF, TF-FLV, N801WA y N806WA |
| Fokker F27 Friendship   | 12    | 1965        | 1992     | TF-FIP, TF-FLS, TF-FLS, TF-FLP, TF-FIN (rrg. TF-FLN), TF-FLS, TF-FIM (rrg. TF-FLM), TF-FIJ (rrg. TF-FLJ), TF-FIK (rrg. TF-FLK), TF-FIL, TF-FLO y TF-FLR                            |
| Fokker 50               | 4     | 1992        | 2017     | TF-FIR (rrg. TF-JMR), TF-FIS (rrg. TF-JMS), TF-FIT (rrg. TF-JMT) y TF-FIU |
| Grumman Goose           | 6     | 1944        | 1956     | TF-ISR, TF-RVK, TF-RVA, TF-RVI y TF-RVG |
| Lockheed L-1011 TriStar | 1     | 1986        | 1986     | N186AT |
| McDonnell Douglas DC-10 | 1     | 1979        | 1980     | N1035F |
| Vickers Viscount        | 2     | 1957        | 1970     | TF-ISN y TF-ISU |